# 德根洛夫
德根洛夫（1966年8月13日—），保加利亞足球運動員，司職前鋒，曾效力香港甲組足球聯賽球隊快譯通。

## 球員生涯
德根洛夫1996-97球季季中來香港投效快譯通穿著17號球衣，期間為球隊奪得足總盃(1996-97,1997-98)及聯賽冠軍(1997-98)，最後因為球隊削援，德根洛夫與隊友科士打及李安納等外援被球會放棄。
有指德根洛夫為保加利亞大國腳。